# Паплё
Паплё (фр. Papleux) — коммуна во Франции, находится в регионе Пикардия. Департамент коммуны — Эна. Входит в состав кантона Вервен. Округ коммуны — Вервен.
Код INSEE коммуны — 02584.

## Население
Население коммуны на 2010 год составляло 108 человек.
| 1962 | 1968 | 1975 | 1982 | 1990 | 1999 | 2010 |
| ---- | ---- | ---- | ---- | ---- | ---- | ---- |
| 134  | 104  | 72   | 91   | 91   | 118  | 108  |

## Экономика
В 2010 году среди 76 человек трудоспособного возраста (15—64 лет) 55 были экономически активными, 21 — неактивными (показатель активности — 72,4 %, в 1999 году было 84,8 %). Из 55 активных жителей работали 50 человек (27 мужчин и 23 женщины), безработных было 5 (2 мужчин и 3 женщины). Среди 21 неактивных 10 человек были учениками или студентами, 5 — пенсионерами, 6 были неактивными по другим причинам.